# Convento dei Cappuccini (Caltagirone)
Il convento dei Cappuccini è un complesso religioso situato a Caltagirone, in provincia di Catania.

## Storia
La fondazione del primitivo convento risale al 1540. La costruzione venne edificata fuori dalla città, in contrada "Semini", conosciuta oggi come "Cappuccini vecchi".
A causa dell'aria insalubre, il luogo venne abbandonato, e nel 1585 furono avviati i lavori per l'edificazione del nuovo complesso conventuale, che sorse accanto alla preesistente chiesa di Santa Maria Odigitria.
I frati occuparono la nuova struttura nel 1607, a motivo del protrarsi dei lavori edili.
Il convento, per le sue notevoli dimensioni e per la sua favorevole posizione, raggiungibile facilmente da tutto il Val di Noto, è stato sede, nel corso dei secoli, di numerosi capitoli provinciali. Qui maturò la vocazione religiosa il Venerabile padre Innocenzo Marcinò (1589 - 1655), ministro generale dell'Ordine (1643-1650), di cui è in corso il processo di Beatificazione.
Con la soppressione degli ordini religiosi (1866), il convento e la chiesa divennero proprietà demaniale. I frati vi fecero ritorno (anche se solo in una piccola parte dell'intero complesso) nel 1955.

## Descrizione
La chiesa conventuale, dedicata a Maria Odigitria, possiede un'unica navata, con una cappella, quattro altari minori e un pregiato soffitto ligneo con capriate.
Il polittico dell'altare maggiore si compone di sette dipinti: la pala centrale, raffigura la Madonna Odigitria con i santi Giacomo e Bartolomeo, opera del pittore manierista toscano, Filippo Paladini (1604); a sinistra è collocata una tela con San Felice da Cantalice che riceve il Bambino dalla Madonna, mentre a destra troviamo la Beata Lucia da Caltagirone; entrambi i dipinti sono attribuiti a Semplice da Verona (1646).  Nell'appendice in basso a sinistra si trova il ritratto, a mezzo busto, della martire Sant'Agata; mentre in quella di destra la martire siracusana Santa Lucia; entrambe le opere datate 1604, sono del Paladini. Infine, altri due piccoli dipinti si trovano al di sopra delle tele laterali: a sinistra Cristo coronato di spine; a destra l'Addolorata; attribuiti a Semplice da Verona.
I dipinti sono incastonati in una pregiata intelaiatura lignea, realizzata dai frati Giuseppe e Giorgio da Ragusa, e Bernardino da Sortino. La cornice è provvista di un magnifico tosello (tettuccio ligneo), sul quale è dipinto l'Eterno Padre, l'Agnello Divino e i quattro Evangelisti, opera del pittore palermitano Bernardino Bongiovanni (XVIII sec.).
L'altare maggiore, infine, custodisce una pregevole custodia lignea, realizzata in noce con intarsi in avorio, cipresso e tartaruga, opera di frati ebanisti trapanesi (XVII sec.).
Meritano, ancora, di essere menzionati: gli altari-reliquiari di Sant'Antonio, San Francesco e dell'Addolorata, l'artistico reliquario della Cappella delle reliquie e il sacrario del Venerabile Innocenzo Marcinò da Caltagirone.
Nella cripta del convento, è allestito un monumentale presepe permanente, in terracotta locale.
Il convento, inoltre, è sede del museo provinciale Padre Innocenzo Marcinò, in cui si ammira una ricca pinacoteca, diverse custodie di pregevole fattura (secoli XIV-XVII), antichi paramenti liturgici ricamati a mano e preziose suppellettili liturgiche in argento.